# Ischnus tunetanus
Ischnus tunetanus är en stekelart som först beskrevs av Smits van Burgst 1913.  Ischnus tunetanus ingår i släktet Ischnus och familjen brokparasitsteklar. Inga underarter finns listade i Catalogue of Life.